# Darmstädter Nordkreuz
Das Darmstädter Nordkreuz (Abkürzung: AK Darmstadt-Nord; Kurzform: Kreuz Darmstadt-Nord) ist ein Autobahnkreuz im Rhein-Main-Gebiet. Hier kreuzt sich die Bundesautobahn 5 (Hattenbacher Dreieck – Frankfurt am Main – Basel; hier auch E 451) die Bundesautobahn 672 (Zubringer Darmstadt).

## Geographie
Das Autobahnkreuz liegt auf dem Gebiet der Stadt Darmstadt, wobei große Teile 1937 zwangsweise aus Griesheim ausgemeindet wurden. Die umliegenden Gemeinden sind die Städte Weiterstadt und Griesheim. Es befindet sich etwa 30 km südlich von Frankfurt, ca. 45 km nördlich von Mannheim und etwa 30 km südöstlich von Mainz/Wiesbaden.
Das Darmstädter Nordkreuz trägt auf der A 5 die Nummer 26, auf der A 672 die Nummer 2.

## Ausbauzustand
Das Kreuz ist ein halbes Kleeblatt mit durchgeführter Autobahn 672, die an der A 67 in einer Trompete endet. Es ist ein funktionelles Dreieck, aber unvollständiges Kreuz.
Die A 5 ist in diesem Bereich achtstreifig ausgebaut. Die A 672 ist auf vier Fahrstreifen befahrbar. Alle Überleitungen sind einstreifig.
Im Zuge des geplanten Ausbaus des Darmstädter Kreuzes ist vorgesehen, die beiden fehlenden direkten Rampen zu bauen. Hierdurch soll das Darmstädter Kreuz entflochten werden, um den Verkehrsfluss zu verbessern, da etwa Lkw, die am Darmstädter Kreuz (A 5/A 67) auf die jeweils andere Autobahn wechseln wollen (linke Spuren), dies bereits am Darmstädter Nordkreuz tun können und sich anschließend im Darmstädter Kreuz rechts halten können (doppeltes TOTSO).

## Verkehrsaufkommen
Das Autobahndreieck Darmstadt wird täglich von etwa 161.000 Fahrzeugen passiert.
| Von                            | Nach                      | Durchschnittliche tägliche Verkehrsstärke | Durchschnittliche tägliche Verkehrsstärke | Durchschnittliche tägliche Verkehrsstärke | Anteil Schwerlastverkehr | Anteil Schwerlastverkehr | Anteil Schwerlastverkehr |
| Von                            | Nach                      | 2005                                      | 2010                                      | 2015                                      | 2005                     | 2010                     | 2015                     |
| ------------------------------ | ------------------------- | ----------------------------------------- | ----------------------------------------- | ----------------------------------------- | ------------------------ | ------------------------ | ------------------------ |
| AS Weiterstadt (A 5)           | AD Darmstadt              | keine Daten                               | 120.700                                   | 138.100                                   | keine Daten              | 10,8 %                   | 09,9 %                   |
| AD Darmstadt                   | Darmstädter Kreuz (A 5)   | 119.800                                   | 109.400                                   | 110.700                                   | 14,2 %                   | 11,8 %                   | 13,4 %                   |
| AD Darmstadt/Griesheim (A 672) | AD Darmstadt              | 022.400                                   | 021.200                                   | 023.200                                   | 05,5 %                   | 04,0 %                   | 03,6 %                   |
| AD Darmstadt                   | AS Darmstadt-West (A 672) | 042.500                                   | 052.500                                   | 049.800                                   | 04,1 %                   | 04,6 %                   | 03,7 %                   |